# 팹리스 반도체 기업
팹리스 반도체 기업(fabless semiconductor company)은 반도체 칩을 구현하는 하드웨어 소자의 설계와 판매를 전문화한 '반도체 설계 전문 회사'이다. 팹리스는 반도체 파운드리나 "팹"이라고 불리는 전문화된 반도체 제조사로부터 소자의 아웃소싱 제조를 하는 장점을 지닌다. 선구적인 팹리스 개념에서 신뢰는 자이링스의 버니 본더슈미트와 칩 엔 테크날러지스의 조던 A. 캠벨에 의하여 확립되었다.
파운드리는 일반적으로 중국 대륙과 타이완에 위치해 있는데, 이는 저렴한 노동 비용 때문이다.
팹리스 회사는 최신 반도체기술에 대한 투자자본이 요구되지 않고도 최종시장에 적합한 반도체의 연구와 개발에 인력을 집중시킬 것이다. 이러한 이유로 IP 회사로도 알려진다. 왜냐하면 최종 제품은 특허, 무역 비밀, 마스크 작업의 라이선스로 구성되고 지적재산권의 다른 형태이기 때문이다.
1994년에, 팹리스 반도체 기업의 최고 경영자 6명 중 한 명이었던 조디 셀턴은 팹리스 사업 모델을 세계적으로 촉진시키기 위해서 팹리스 반도체 협회 (Fabless Semiconductor Association, FSA)의 설립을 고려했다. 그당시에, 팹리스 모델은 임시적인 사업 모델로 크게 비난됐다. 다른 기업이 필요한 팹을 건설하는 동안에, 팹리스 기업은 지나친 반도체 파운드리 효율의 이점을 얻었기 때문이다. 소수는 팹리스 사업 모델이 반도체 산업에서 생존하여 훨씬 적은 주요 사업 모델이 될꺼라고 믿었다. 조디 셀턴은 팹리스 사업의 미래가 매우 번창하기 이전에 파악하였다. 그 증거로, 팹리스 반도체 협회는 팹리스 사업계에서 권위있는 기관이 되었다. 팹리스 반도체 협회는 500개 이상의 기업이 회원으로 가입되어 있고 세계 반도체 연합 (Global Semiconductor Alliance, GSA)로 변경했다.

## 역사
1980년대 이전에, 반도체 산업은 수직적으로 통합되었다. 반도체 기업은 스스로 실리콘 웨이퍼 제조 설비를 건설하여 운영했고 반도체 기업의 칩을 제조하는 공정 기술을 개발했다. 또한 생산된 칩을 패키지하거나 검사하는 것도 반도체 기업의 내부에서 실시됐다.
반면에, 비공개 기업 투자의 도움으로, 중소 기업이 성장하기 시작했다. 중소 기업은 숙련된 공학자가 경이로운 칩 솔루션에 집중하여 칩 설계를 담당함으로써 기업가의 소질을 발휘하였다.
가장 기술 집약적인 산업에서, 실리콘 제조 공정은 특히 설립한 지 얼마 안된 기업의 입장에서 비싸다. 그래서 신생 기업은 설계된 칩을 제조하기 위해서 통합 소자 제조사 (integrated device manufacturer, IDM)에서 사용된 과잉 설비에 의지해야만 했다.
이것이 팹리스 사업 모델의 탄생이었다. 신생 반도체 기업은 제조 공장을 설립하지 않고도 집적회로를 생산했다. 동시에, 파운드리 산업은 모리스 창 박사가 TSMC라는 기업을 설립하여 확립됐다. 파운드리 산업은 혁신적이고 선구적인 팹리스 기업과 연합하여 비경쟁적으로 제조 공급을 제공하여 팹리스 모델의 토대가 되었다.
팹리스 사업 모델은 1980년대에 확립되고 곧바로 기회주의 "도구"라고 날카롭게 비난받았다. 그러나 1990년대에, 산업의 권의자는 엔비디아, 브로드컴과 자일링스같은 팹리스 기업의 재정적 성공을 인정했고 사이릭스같은 기업은 소비자에게 이익이 되고 가격경쟁력이 있는 제품을 생산했고 컴퓨터 소자 사업에서 국제 시장을 선도했다. 2007년에, 팹리스 모델은 반도체 사업에서 선호 사업 모델이 되었다.
FSA는 1994년에 총수입이 2.5 억 달러를 넘는 3개 팹리스 기업 시러스 로직, 아답텍과 자일링스만 합류하여 설립됐다. 2007년 현재, GSA는 년간 총수입이 100 만 달러를 초과하는 개별적인 10개 팹리스 기업의 합류로 변경되었다.
팹리스 모델은 주요 통합 소자 제조사 (IDM)의 사업방향 전환에 의하여 더욱 완벽한 사업 모델이 되었다. 예시로, 코넥산트 시스템즈, 셈텍과 최근에는 LSI 로직도 합류했다. 프리스케일 세미컨덕터, 인피니온 테크놀로지스, 텍사스 인스트루먼트와 사이프레스 세미컨덕터를 포함하여 오늘날 유력한 주요 통합 소자 제조사는 중요한 제조 전략으로서 칩 제조를 외주하고 있다.

## 같이 보기
- 파운드리 모델
- TSMC
- UMC